# Monochamus millegranus
Monochamus millegranus är en skalbaggsart som beskrevs av Bates 1891. Monochamus millegranus ingår i släktet Monochamus och familjen långhorningar. Inga underarter finns listade i Catalogue of Life.